# Davitamon-Lotto/2005
Deze pagina geeft een overzicht van de wielerploeg Davitamon-Lotto in 2005.
| Naam                        | Geboortedatum | Nationaliteit    | Ploeg 2004             |
| --------------------------- | ------------- | ---------------- | ---------------------- |
| Mario Aerts                 | 31-12-1974    | België           | T-Mobile Team          |
| Frédéric Amorison           | 16-02-1978    | België           |                        |
| Mauricio Ardila             | 21-05-1979    | Colombia         | Chocolade Jacques      |
| Serge Baguet                | 18-08-1969    | België           |                        |
| Christophe Brandt           | 06-05-1977    | België           |                        |
| Wim De Vocht                | 29-04-1982    | België           | Relax-Bodysol          |
| Bart Dockx                  | 02-09-1981    | België           | Relax-Bodysol          |
| Cadel Evans                 | 14-02-1977    | Australië        | T-Mobile Team          |
| Nick Gates                  | 10-03-1972    | Australië        |                        |
| Jan Kuyckx                  | 20-05-1979    | België           | Vlaanderen - T Interim |
| Björn Leukemans             | 01-07-1977    | België           |                        |
| Nico Mattan                 | 17-07-1971    | België           | Relax-Bodysol          |
| Robbie McEwen               | 24-06-1972    | Australië        |                        |
| Axel Merckx                 | 08-08-1972    | België           |                        |
| Koos Moerenhout             | 05-11-1973    | Nederland        |                        |
| Fred Rodriguez              | 03-09-1973    | Verenigde Staten |                        |
| Bert Roesems                | 14-10-1972    | België           | Relax-Bodysol          |
| Gert Steegmans              | 30-09-1980    | België           |                        |
| Tom Steels                  | 02-09-1971    | België           |                        |
| Léon van Bon                | 28-01-1972    | Nederland        |                        |
| Preben Van Hecke            | 09-07-1982    | België           | Relax-Bodysol          |
| Wim Van Huffel              | 28-05-1979    | België           | Vlaanderen - T Interim |
| Peter Van Petegem           | 18-01-1970    | België           |                        |
| Wim Vansevenant             | 23-12-1971    | België           |                        |
| Johan Vansummeren           | 04-02-1981    | België           | Relax-Bodysol          |
| Aart Vierhouten             | 19-03-1970    | Nederland        |                        |
| Henk Vogels                 | 31-07-1973    | Australië        | Navigators             |
| Stagiairs                   |               |                  |                        |
| Jonathan Henrion (stagiair) | 27-04-1982    | België           |                        |
| Gianni Meersman (stagiair)  | 05-12-1985    | België           |                        |

## Teams

### 20.04.2005:Waalse Pijl
12. Serge Baguet
13. Christophe Brandt
14. Cadel Evans
15. Björn Leukemans
16. Axel Merckx
17. Koos Moerenhout
18. Wim Van Huffel
19. Preben Van Hecke
1985 · 1986 · 1987 · 1988 · 1989 · 1990 · 1991 · 1992 · 1993 · 1994 · 1995 · 1996 · 1997 · 1998 · 1999 · 2000 · 2001 · 2002 · 2003 · 2004 · 2005 · 2006 · 2007 · 2008 · 2009 · 2010 · 2011 · 2012 · 2013 · 2014 · 2015 · 2016 · 2017 · 2018 · 2019 · 2020 · 2021 · 2022 · 2023 · 2024 · 2025
Bouygues Télécom · Cofidis, Le Crédit par Téléphone · Crédit Agricole · Team CSC · Davitamon - Lotto · Discovery Channel Pro Cycling Team · Domina Vacanze · Euskaltel - Euskadi · Fassa Bortolo · La Française des Jeux · Team Gerolsteiner · Illes Balears - Caisse D'Espargne · Lampre - Caffita · Liberty Seguros - Würth Team · Liquigas - Bianchi · Phonak Hearing Systems · Quick Step - Innergetic · Rabobank · Saunier Duval - Prodir · T-Mobile Team